# Пођето (Мачерата)
Пођето (итал. Poggeto) насеље је у Италији у округу Мачерата, региону Марке.
Према процени из 2011. у насељу је живело 10 становника. Насеље се налази на надморској висини од 493 м.